# Lipová (district de Přerov)
Pour les articles homonymes, voir Lipová.
Lipová (en allemand : Linden) est une commune du district de Přerov, dans la région d'Olomouc, en République tchèque. Sa population s'élevait à 275 habitants en 2020.

## Géographie
Lipová se trouve à 4,5 km à l'ouest-nord-ouest de Bystřice pod Hostýnem, à 13 km à l'est-sud-est de Přerov, à 21 km au nord-nord-ouest de Zlín, à 33 km à l'est-sud-est d'Olomouc et à 241 km à l'est-sud-est de Prague.
La commune est limitée par Dřevohostice à l'ouest et au nord-ouest, par Radkovy au nord, par Blazice au nord-est, par Bystřice pod Hostýnem à l'est et au sud, par Křtomil à l'est et au sud-est, et par Prusinovice au sud-ouest.

## Histoire
La première mention écrite de la localité date de 1373.

## Transports
Lipová se trouve à 5 km de Bystřice pod Hostýnem, à 15 km de Přerov, à 32 km de Zlín, à 40 km d'Olomouc et à 300 km de Prague.